# Аридоамерика

Регион на карте западного полушария

Аридоамерика («засушливая Америка») — культурно-исторический регион доколумбовой истории Центральной Америки. Термин Аридоамерика относится к северной части Мексики. Его предложил Пауль Кирхгофф в противоположность Месоамерике, занимающей её южную часть. Противопоставление данных терминов возникло из-за значительных культурных различий между двумя регионами. Некоторые археологи даже выделяют третью буферную зону под названием Оазисамерика.

## Характеристика региона
В отличие от Месоамерики, в Аридоамерике — сухой, засушливый климат, менее благоприятные для жизни человека географические условия. По данной причине обитатели региона были в основном кочевниками и занимались охотой, рыболовством, и собирательством листьев агавы, юкки, семян чиа, мескитового дерева, кактусов и их плодов). Листья агавы выступали важным источником питания. Несмотря на сухие условия, Аридоамерика может похвастаться самым большим разнообразием диких и одомашненных остролистных бобов. Также известно, что в 2100 году до н. э. в аридоамерике существовали культуры, культивирующие кукурузу.
Коренные обитатели региона были известны среди ацтеков под сборными названием «чичимеки», что на языке науатль означало «варвары, бескультурные», хотя известно, что народы науа, к которым принадлежали тольтеки и ацтеки, изначально прибыли из Аридоамерики и затем, приняв культуру и религию местного населения, сумели также создать полноценные государства. В отличие от Мезоамерики и Оазисамерики, где между культурами образовывалась торговая связь, народы Аридоамерики были малочисленными из-за неблагоприятных условий погоды и жили независимо друг от друга, находясь в изоляции. Отсутствие этих связей сыграли важную роль в культурном разнообразии народов аридоамерики.
Среди американских и мексиканских археологов идут споры относительно того, как правильно называть географические расположение аридоамерики; юго-запад с точки зрения США, или север с точки зрения Мексики, поэтому для достижения консенсуса части используется термин «гран чичимека».

## Состав региона
В состав Аридоамерики входит территория мексиканских штатов:
- Агуаскальентес
- Нижняя Калифорния
- Южная Нижняя Калифорния
- Коауила
- Чиуауа
- Дуранго
- Нуэво-Леон
- Сан-Луис-Потоси
- Сонора
- Тамаулипас
- Сакатекас

а также северная часть штатов:
- Идальго
- Гуанахуато
- Керетаро
- Халиско
- Синалоа

## Индейцы Аридоамерики
- Акашее
- Кашкан
- Кочими
- Кокопа
- Гуачичиль
- Гуачимонт
- Гуамаре
- Гуайкура
- Уарихиро
- Уичоль
- Килива
- Кумиаи
- Майо
- Монки
- Опата
- Отоми
- Пайпай
- Паме
- Перику
- Пима Бахо
- Сери
- Тараумара
- Тепекано
- Тепеуан
- Традиция шахтовых могил
- Яки
- Сакатеко

## Археологические культуры Аридоамерики
- Наскальные рисунки Нижней Калифорнии
- Культура Капача
- Традиция шахтовых могил
- Перику
- Гуачимонтонес
- Теучитланская традиция